# ايمانويل كاشيوني
ايمانويل كاشيوني (بالإيطالية: Emmanuel Cascione) (22 سبتمبر 1983 بقطنصار في إيطاليا - ) هو لاعب كرة قدم إيطالي في مركز الوسط. شارك مع منتخب إيطاليا تحت 17 سنة لكرة القدم ومنتخب إيطاليا تحت 20 سنة لكرة القدم. أما مع النوادي، فقد لعب مع فيورنتينا ونادي بارما ونادي بيستويسي ونادي بيسكارا ونادي تشيزينا ونادي ريجينا ونادي ريميني ووست هام يونايتد.

## روابط خارجية
- ايمانويل كاشيوني على موقع قاعدة بيانات كرة القدم.إي يو (الإنجليزية)
- ايمانويل كاشيوني على موقع Soccerway.com (الإنجليزية)
- ايمانويل كاشيوني على موقع عالم كرة القدم.نت (الإنجليزية)
- ايمانويل كاشيوني على موقع AS.com (الإسبانية)